# Cattleya labiata

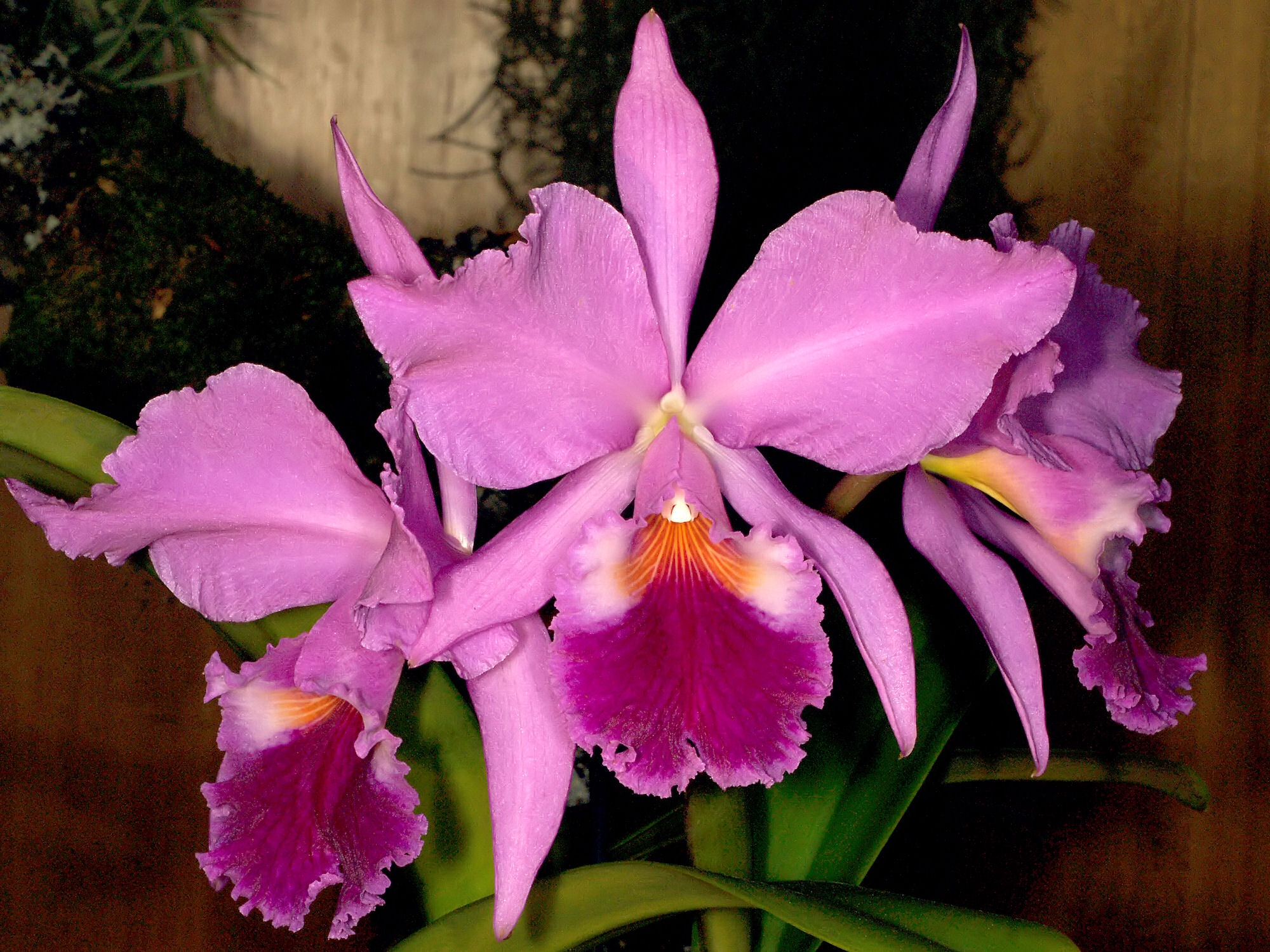

Cattleya labiata – gatunek epifitycznej rośliny z rodziny storczykowatych. Pochodzi z północno-wschodnich obszarów Brazylii. Rośliny występują w wilgotnych lasach tropikalnych na wysokościach od 500 do 1000 m. W naturalnym środowisku na wiosnę pojawiają się nowe przyrosty, zaś kwitnienie przypada na późne lato lub jesień, w zależności od stanowiska.

## Morfologia
PokrójStorczyk o sympodialnym typie wzrostu. Rośliny osiągają wielkość od 15 do 60 cm. Pseudobulwy są maczugowate i nieco pomarszczone, osiągają wielkość do 27 cm. Wielkość rośliny, pseudobulwy oraz liścia jest uzależniona od miejsca występowania oraz warunków uprawy.
LiścieZ każdej pseudobulwy wyrasta jeden podłużny liść, który osiąga od 10 do 30 cm długości.
KwiatyZ wierzchołka pseudobulwy wyrasta kwiatostan o długości około 8–15 cm. W obrębie kwiatostanu rozwija się zazwyczaj od 3 do 5 kwiatów. Płatki są zazwyczaj białe lub lawendowe z ciemniejszą warżką osiągającą około 7 cm długości.